# Sint-Niklaaskerk (Zoerle-Parwijs)

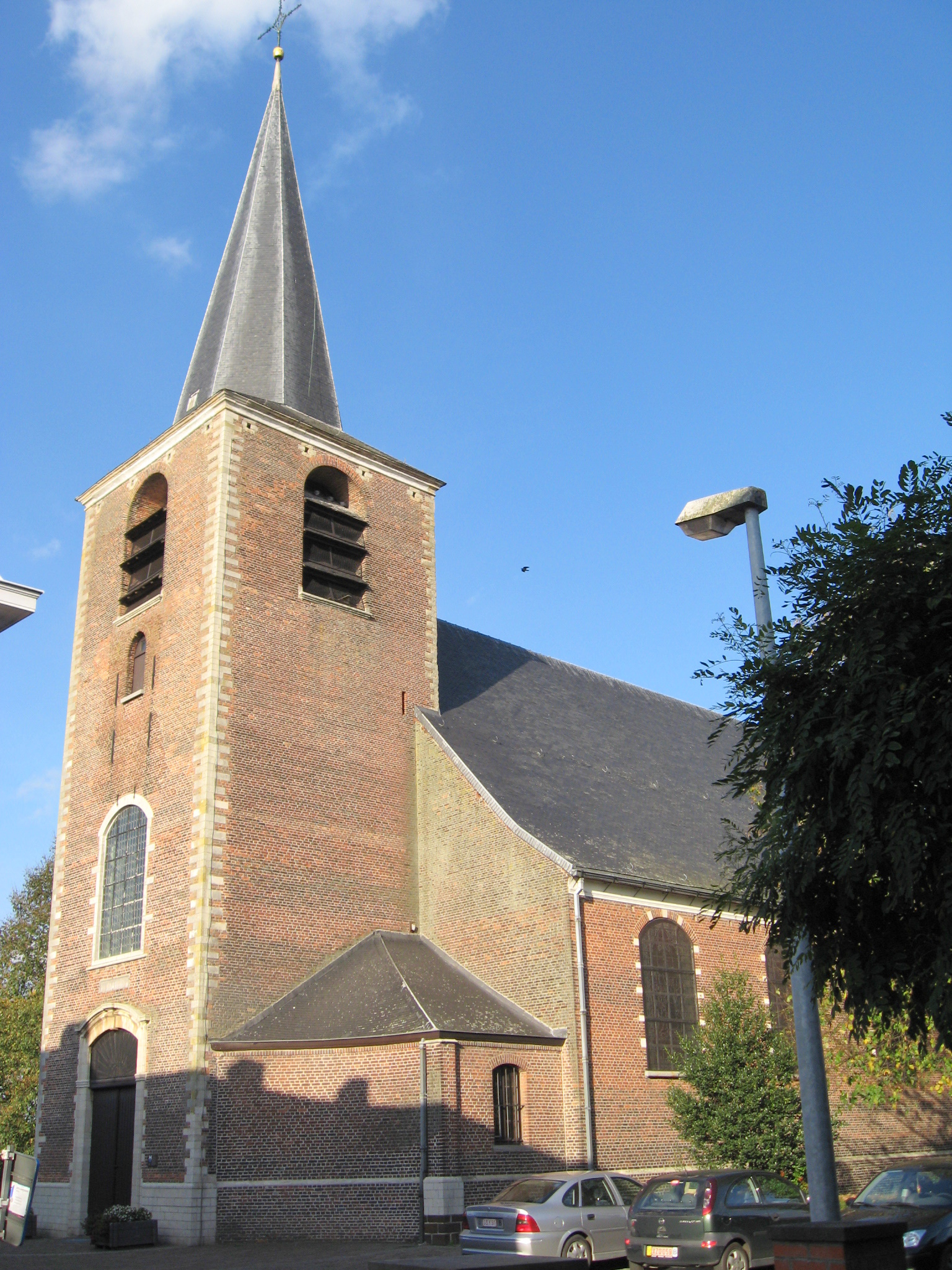
Sint-Niklaaskerk

De Sint-Niklaaskerk is de parochiekerk van de tot de Antwerpse gemeente Westerlo behorende plaats Zoerle-Parwijs, gelegen aan Kerkstraat 9.

## Geschiedenis
In de 14e eeuw was er een kapel te Zoerle-Parwijs. In 1703 werd de parochie de facto afgescheiden van de Sint-Lambertusparochie om in 1733 als zodanig erkend te worden. Het patronaatsrecht behoorde toe aan de Abdij van Tongerlo.
In 1777-1778 werd een georiënteerde classicistische pseudobasiliek gebouwd. Architect was Michel Noblesse.
De kerk werd in 1879 verbouwd en in 1989 gerestaureerd.

## Gebouw
Het betreft een driebeukig bakstenen kerkgebouw met zandstenen sierelementen. De kerk heeft een voorgebouwde toren en een driezijdig afgesloten koor.

## Interieur
De kerk bezit enkele schilderijen uit de 17e en 18e eeuw, zoals Christus aan het kruis (18e-eeuws). Verder zijn er portiekaltaren uit de 2e helft van de 17e eeuw. Uit de 18e eeuw zijn de biechtstoelen, de lambrisering, de kerkmeestersbanken en het doksaal.